# Port lotniczy Alta Floresta
Port lotniczy Alta Floresta (IATA: AFL, ICAO: SBAT) – port lotniczy położony w Alta Floresta, w stanie Mato Grosso, w Brazylii.